# Sebastián Pérez (Fußballspieler, 1989)
Sebastián Pérez, vollständiger Name Sebastián Pérez Casada, (* 24. Februar 1989 in Montevideo) ist ein ehemaliger uruguayischer Fußballspieler.

## Karriere
Der je nach Quellenlage 1,74 Meter oder 1,79 Meter große Mittelfeldakteur Pérez spielte in der Saison 2011/12 für Deportivo Morón. Er absolvierte dort ein Ligaspiel und schoss ein Tor. Er steht mindestens seit der Apertura 2013 im Kader von Miramar Misiones. In der Spielzeit 2013/14 sind dort für ihn 18 Einsätze in der Primera División verzeichnet. Er erzielte einen Treffer. Am Saisonende belegte er mit seinem Team in der Jahresgesamttabelle den 16. Platz. Dies bedeutete den Abstieg in die Segunda División. Dort lief er in der Saison 2014/15 neunmal für die Montevideaner auf.